# 謙惠
宗室謙惠（转写：Uksun Kiyanhui，1824年4月5日—1860年1月11日，道光四年三月初七日丑時－咸豐九年十二月十九日寅時），字雨農。清朝遠支宗室正紅旗第一族溥字輩，清朝政治人物。

## 生平
道光二十四年（1844年）中式甲辰恩科宗室鄉試舉人。
道光三十年（1850年）中式庚戌科第三甲第二十二名同進士出身。五月，授額外主事，分發吏部。
咸豐七年（1857年）補授吏部稽勳司主事。
九年十二月（1860年）卒，年三十六歲。

## 家族
- 九世祖：禮烈親王代善（1583年－1648年），清太祖高皇帝第二子，封和碩禮親王，諡烈，配饗太廟。
- 八世祖：穎毅親王薩哈璘（1604年－1636年），代善第三子，功封多羅貝勒，管理禮部事務，追封和碩穎親王，諡毅。
- 七世祖：鎮國公杜蘭（1633年－1675年），薩哈璘第三子，封多羅貝勒，官右宗正，因事降封奉恩鎮國公。
- 六世祖：輔國公弼禮克（1656年－1677年），杜蘭第二子，封奉恩輔國公。
- 五世祖：宗室握赫（1671年－1712年），弼禮克第二子，閑散。
- 承繼高祖父：宗室清德（1693年－1722年），握赫第一子，閑散。
- 本生高祖父：宗室德格（1707年－1754年），官宗學副管。
- 曾祖父：宗室巴克瞻布（1742年－1796年），德格第三子，乾隆九年過繼予清德為嗣，閑散。
- 祖父：宗室玉策（1776年－1823年），巴克瞻布子，乾隆四十五年過繼予明安，閑散。
- 父：宗室圖桑阿（1797年－1824年），玉策第一子，閑散。
- 母：關佳氏，圖桑阿正室，常興之女。
- 謙惠為圖桑阿第二子，有一兄：謙善（1822年－1839年），早卒，無嗣。

### 妻妾
- 正室：米佳氏，常俊之女。
- 無側室。

### 子女
有二子。
- 芸書（1849年－1860年），早卒，無嗣。
- 蔭書（1859年－1860年），早卒，無嗣。